# Jessica Camacho
Jessica Camacho, född den 26 november 1982 i Chicago, Illinois, är en amerikansk skådespelerska.
Jessica Camacho har bland annat medverkat i TV-serien All Rise där hon spelade Emily Lopez, en av serien huvudroller. I Bosch: Legacy spelade hon Emily Lopez, en återkommande karaktär i serien. I TV-serien Countdown spelade hon en av huvudrollerna, Amber Oliveras.

## Filmografi (i urval)
- 2019–2023 – All Rise (TV-serie)
- 2024–2025 – Bosch: Legacy (TV-serie)
- 2025 – Countdown (TV-serie)